# Unteroffizierschule
Eine Unteroffizierschule ist eine militärische Ausbildungseinrichtung für Unteroffiziere. 

## Preußen
Die Preußische Armee bildete ihre Unteroffiziere an sieben Standorten aus. 1825 wurde in Potsdam die erste Schule eröffnet. Ihr folgten Jülich (1860), Biebrich (1867) – ab April 1914 in Wetzlar, Weißenfels (1869), Ettlingen (1871), Marienwerder (1879) und Treptow (1901). Nach dem Ende des Ersten Weltkriegs wurden alle Einrichtungen geschlossen.

## Königreich Bayern
Eine Unteroffizierschule bestand im Königreich Bayern in Fürstenfeldbruck von 1894 bis 1919.

## Königreich Sachsen

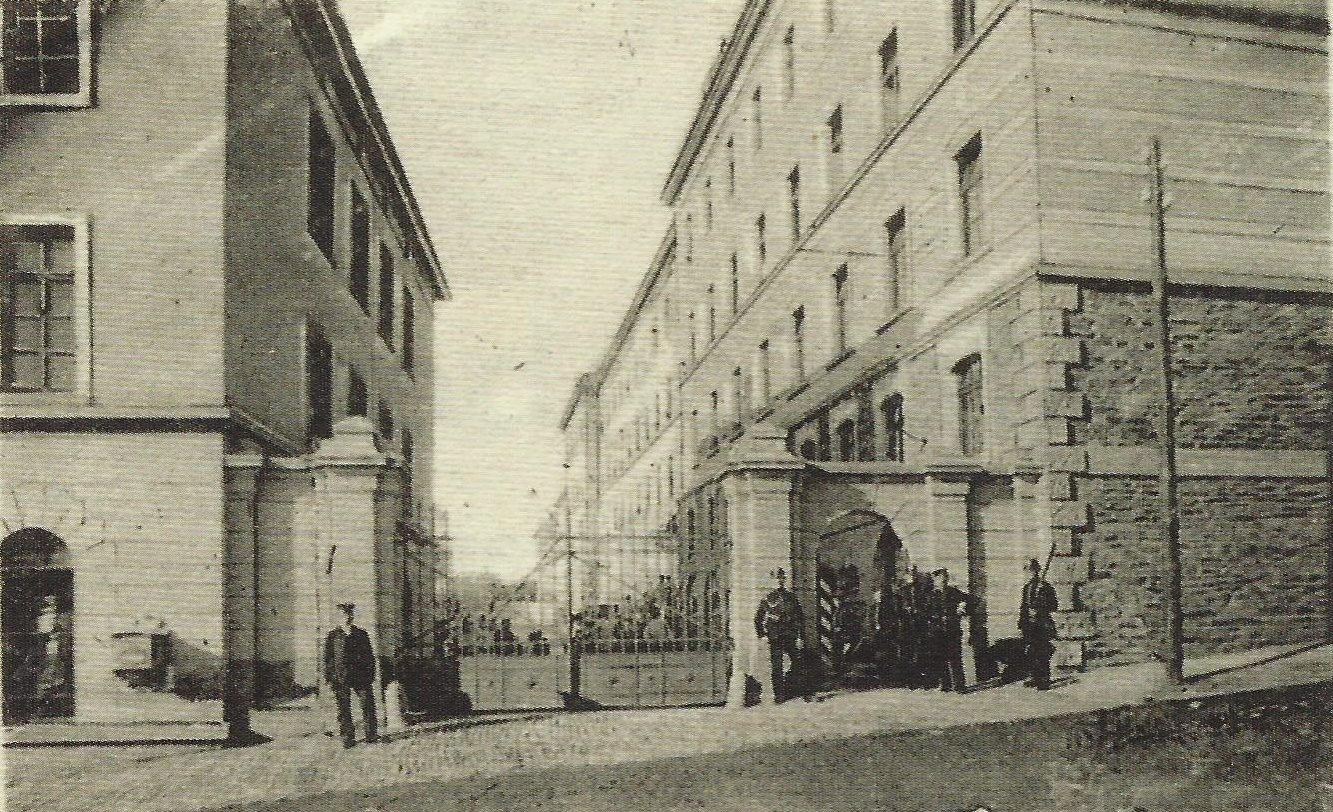
Unteroffizierschule Marienberg

Das Königreich Sachsen unterhielt für seine Streitkräfte von 1873 bis 1920 eine Unteroffiziersschule in Marienberg. Später war sie Unteroffiziervorschule, die 1940 u. a. von Horst Hennig und Günter Kießling besucht wurde.

## Deutschland
In Deutschland bestehen drei Unteroffizierschulen der Teilstreitkräfte: die Unteroffizierschule der Luftwaffe, die Unteroffizierschule des Heeres und die Marineunteroffizierschule. An ihnen werden die deutschen Unteroffiziere in verschiedenen Lehrgängen aus- und fortgebildet.
Auch die Nationale Volksarmee der DDR betrieb von 1956 bis 1990 Unteroffizierschulen, siehe Unteroffiziersschule (NVA).

## Österreich
In Österreich besteht seit 1959 die Heeresunteroffiziersakademie, an der die Unteroffiziere des Bundesheeres (Heer und Luftstreitkräfte) ausgebildet werden.

## Schweiz
Die Unteroffiziersschulen (UOS) der Schweiz gelten allgemein als Kaderschulen der Schweizer Armee. Sie bildet Soldaten in der Führungsverwendung als Truppführer/Gruppenführer aus, welche im Rang eines Wachtmeisters eine entsprechende militärische Teileinheit selbständig ausbilden und führen. Jede Truppengattung verfügt über eine eigene Unteroffiziersschule. Die Ausbildung kann gemäß der spezifischen Ausbildungsprogramme von unterschiedlicher Zeitdauer sein. 
Bis zur Reform Armee XXI im Jahre 2003 dauerte der Gruppenführerlehrgang an einer Schweizer Unteroffiziersschule einheitlich vier Wochen und endete nach erfolgreichem Abschluss mit der Ernennung zum Korporal. Danach wurde die Ausbildung an der allgemeinen Rekrutenschule um weitere 17 Wochen fortgesetzt und mit einem so genannten Abverdienen des erlangten Grades an der jeweiligen Rekrutenschule der eigenen Truppengattung abgeschlossen.